# إدموند بورتون
إدموند بورتون (بالإنجليزية: Edmund Burton)‏ هو قائد عسكري بريطاني، ولد في 20 أكتوبر 1943.